# Dilar kirgisus
Dilar kirgisus is een insect uit de familie van de Dilaridae, die tot de orde netvleugeligen (Neuroptera) behoort. 
Dilar kirgisus is voor het eerst wetenschappelijk beschreven door H. Aspöck & U. Aspöck in 1967.